# 賀年卡
贺年卡，中國古代稱為賀謁、拜年帖，日本稱為年賀狀（日语：／ nenga jō */?），是東亞文化圈在新春期間贈送親友的祝賀文書，屬於問候卡的一種。一般在賀年卡繪上傳統吉祥圖案或該年生肖的圖案、或新年相關的賀詞。

## 各地情形

### 漢語圈
中國送贈賀年卡的習俗可以追溯至宋代，但早於唐代已有後世賀年卡的雛形，稱為「投刺」，「刺」是指名刺。宋代時，人們過年會向上司或長輩年長登門拜年，到訪不遇時會留下一種稱為拜謁的卡片，上有賀年祝福語句，以表親自上門拜年之意。現有文獻中記載最早的一張賀年片，是北宋文學家秦觀寫的。其文曰：“觀 敬賀 子允學士尊兄 正旦高郵秦觀手狀”。到明代，人們多改用梅花箋紙製作賀年卡，稱為拜年帖。當時是賀年卡是各人親手製作。到近代才出現機器大量印製的賀年卡。

### 日本
日本的年賀狀，經過近代郵政制度的導入，已成為日本新年的象徵物品之一。其特色是使用設計過的明信片，並在明信片正面寫上「年賀」之類的簡短新年賀詞。
日本郵政處理年賀狀的寄送，在2003年達到史上最高的44億5936萬枚，但隨著網際網路、即時通訊平台等新型態通信方式的崛起，年賀狀的寄送量逐年下降，至2020年已降至23億5000萬枚。

## 圖片集

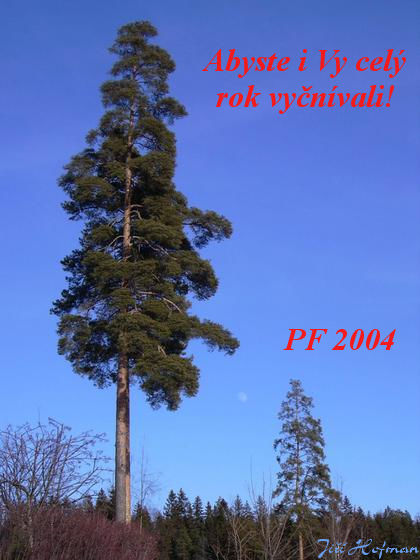
捷克的一張手作賀年卡
猶太賀年卡
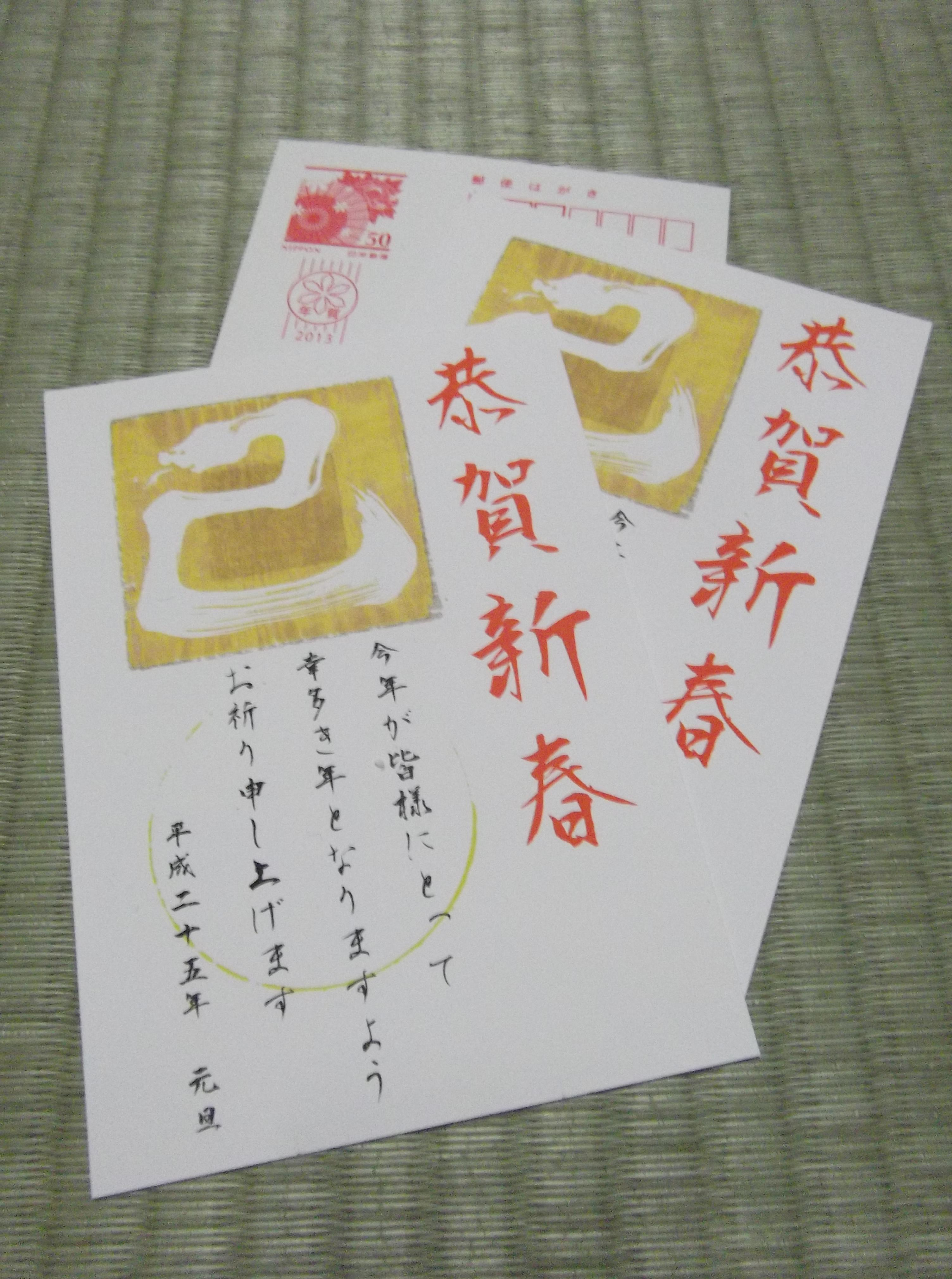
日本的年賀狀

## 外部鏈結
- 小小賀年卡漸成藏家新寵 （页面存档备份，存于）
- 古代的賀年卡—刺[]
- 賀年卡的來歷 （页面存档备份，存于）